# Helene Ahrweiler
Helene Ahrweiler, născută Glykatzi, (în greacă Ελένη Γλύκατζη-Αρβελέρ, în franceză Hélène Ahrweiler; n. 29 august 1926, Atena, Regatul Greciei)  este un proeminent profesor universitar și bizantinist. Originară din Grecia, s-a stabilit în Franța în anul 1953. În 1982, președintele Francois Mitterand a numit-o rector al Academiei din Paris, poziție deținută până în 1989. Conducător la Universitatea din Paris 1 Pantheon-Sorbonne între 1989 și 1991 (prima femeie care a deținut această poziție) și membru corespondent al Academiei Britanice, al Academiei din Atena, al Academiei de Științe din Berlin-Brandenburg și al Academiei Bulgare de Științe.

## Opere
- Byzance et la mer, 1966
- Études sur les structures administratives et sociales de Byzance, 1971
- L'idéologie politique de l'Empire byzantin, 1975
- Byzance: les pays et les territoires, 1976
- The Making of Europe, 1999